# Juan Carlos Zevallos
Juan Carlos Zevallos López (Quito, 1950) es un médico y político ecuatoriano, nombrado bajo el gobierno de Lenín Moreno como Ministro de Salud Pública de Ecuador el 21 de marzo de 2020, luego que Catalina Andramuño renunciara al cargo en medio de la pandemia por enfermedad de coronavirus, hasta el 26 de febrero de 2021, fecha en que se hizo pública su renuncia.
Luego de su renuncia, los asambleístas Pabel Muñoz y Ángel Sinmaleza iniciaron un juicio político contra Zevallos por incumplimiento de funciones, el mal manejo de la crisis sanitaria y la entrega irregular de carnets de discapacidad. El 5 de mayo de 2021 Zevallos fue declarado culpable por la Asamblea Nacional con 129 votos a favor de su censura y una abstención. Los asambleístas criticaron además que Zevallos no se presentara ante el pleno durante el juicio y lo tildaron de "cobarde".

## Biografía
Estudió medicina en la Universidad Central del Ecuador, donde se tituló en 1982. Adicionalmente, culminó su especialización en cardiología en la Universidad de Padua en 1987, y obtuvo un título posdoctoral en cardiología preventiva por parte de la Universidad de Massachusetts, donde recibió el premio "Joven Investigador" otorgado por la American Heart Association. Realizó un entrenamiento en los Centros para Control y Prevención de Enfermedades, sobre epidemiología de campo.
En 2002, fue condecorado por el Departamento de Justicia de Estados Unidos como "Extranjero con Habilidades Extraordinarias".
Desde 2007 hasta 2012, fue director de uno de los Institutos Nacionales de Salud de los Estados Unidos y del Centro de Investigación de Servicios de Salud en Puerto Rico, siendo este último nominado por la UNICEF como "Centro de Excelencia".
Hasta 2015, se desempeñó como docente de la Universidad Internacional de Florida. Y en 2020, como decano de la Facultad de Medicina de la Universidad de las Américas. Ha publicado hasta la actualidad 60 artículos para revistas internacionales de contenido científico en distintos idiomas.

## Ministerio de Salud
Tras la renuncia de la ministra en turno Catalina Andramuño el 21 de marzo de 2020, Juan Carlos Zevallos asumió la función, siendo el tercero durante el gobierno de Lenín Moreno.

### Incautación de mascarillas
En abril de 2020, mediante una cadena nacional, Zevallos denunció el embodegamiento de mascarillas N95 y R95 en las aduanas del país, pese a los trámites realizados para su disponibilidad. Posteriormente, dispuso la distribución de las mismas a los centros hospitalarios de mayor urgencia.

### Fortalecimiento en la red de salud
En mayo de 2020, comunicó a través de una cadena nacional que, el 2,8% del personal administrativo inmerso en centros hospitalarios con contratos ocasionales sería desvinculado, justificando la liberación de recursos con la finalidad de fortalecer la primera línea de atención médica por motivos de la pandemia de COVID-19 en Ecuador, dada la crisis económica y sanitaria que atravesaba la nación. Sin embargo, indicó que entre abril y mayo del mismo año se logró contratar a 1986 profesionales de la salud con el ánimo de contener la pandemia.

### Ejecución de plan de vacunación contra la COVID-19
Tras negociar con los laboratorios Pfizer, AstraZeneca y con el mecanismo COVAX liderado por la OMS por un total de 18,09 millones de dosis. En el primer bimestre del año, arribaron tres cargas de Tozinamerán. En enero de 2021, se llevó a cabo la fase piloto de vacunación contra el coronavirus, considerando al personal de salud de los hospitales centinela, y a adultos mayores y cuidadores pertenecientes a 47 centros geriátricos.

## Controversias

### Irregularidades en compra de insumos médicos
En junio de 2020, el Consejo de Participación Ciudadana y Control Social, denunció la presunta compra de insumos médicos con sobreprecio, aduciendo posible delito de peculado, violación de disposiciones reglamentarias, irregularidades en negociación y en mecanismos de fijación de precios de productos médicos por parte del MSP.
Zevallos aclaró en una rueda de prensa la situación en cuanto a los fondos destinados a la compra de equipos y medicinas para ciertas unidades de salud, justificando que se requerían de urgencia por la necesidad de abastecer los centros dada la alta demanda y las limitaciones en ofertas de los productos. Sin embargo, la Asociación Ecuatoriana de Importadores y Distribuidores de Productos Médicos, expresó la falta de transparencia y publicación de compras en el portal correspondiente.

### Incumplimiento de vacunación por COVID-19
El 21 de enero de 2021, inició la vacunación contra la COVID-19, con la llegada de la primera dosis del laboratorio Pfizer, mediante un plan piloto, priorizando al personal de salud, residentes y cuidadores geriátricos. No obstante, en redes sociales se presentaban denuncias en contra de personas ajenas que han sido inmunizadas. El 23 de enero, el MSP divulgó el listado de 96 instituciones públicas que están dentro de la fase de vacunación.
El 25 de enero de 2021, Zevallos informa que alrededor de 2000 personas han sido vacunadas. Sin embargo, un grupo de médicos ha realizado un plantón, en vista de la colocación inadecuada de vacunas, ya que inicialmente se había dado a conocer que la campaña era prioritaria para el personal sanitario que labora directamente en áreas de atención destinadas a pacientes con COVID-19. Tras ello, se dio a conocer en las redes sociales que, parte de las vacunas fueron destinadas a un centro geriátrico privado. El ministro aclaró que, las vacunas se aplican independientemente del tipo de centro.
El 26 de enero, se presenta otra denuncia por parte del Frente Popular en contra del ministro por "abuso de confianza" en el uso de vacunas, solicitando un juicio penal. El mismo día, con 121 votos a favor, el Pleno de la Asamblea Nacional aprueba exigir la destitución del ministro Zevallos, por irregularidades en torno a las vacunas contra la COVID-19.

### Renuncia y salida del país
El 26 de febrero de 2021, vía Twitter, el presidente Lenín Moreno confirmó la renuncia irrevocable de Zevallos mediante un comunicado, por lo que la Acción Jurídica Popular solicitó a la Fiscalía General del Estado evitar la salida del país del exministro.
Pese a las medidas requeridas y al contar con varias denuncias por el proceso de vacunación contra el coronavirus, el 27 de febrero de 2021, se dio a conocer la salida de Zevallos del país con destino a Miami.